# Saint-Germain-Lespinasse
Saint-Germain-Lespinasse este o comună în departamentul Loire din sud-estul Franței. În 2009 avea o populație de 1.159 de locuitori.

## Evoluția populației
| An        | 1975  | 1982  | 1990  | 1999  | 2006  | 2009  |
| --------- | ----- | ----- | ----- | ----- | ----- | ----- |
| Populație | 1.160 | 1.186 | 1.063 | 1.101 | 1.145 | 1.159 |